# Antipapa Teodorico
Teodorico foi um antipapa de 8 de setembro de 1100 e 1101.

## Biografia
O Antipapa Clemente III faleceu em 8 de setembro de 1100; seus seguidores em Roma reuniram-se secretamente à noite na Basílica de São Pedro, onde elegeram e entronizaram o Cardeal Teodorico, bispo de Albano, que então atendia pelo nome de Teodorico. Forçado a abandonar Roma, Teodorico foi capturado três meses e meio mais tarde e perante o Papa Pascoal II, onde ele foi condenado e declarado um antipapa e depois enviado para o Mosteiro de La Cava, Salerno, onde morreu em 1102, de acordo com o epitáfio numa cripta do monastério. Em La Cava há uma placa memorial que comemora-lhe com o nome pontifício de "Silvestre III", porque o Papa Silvestre III, na época, foi considerado um antipapa. Seu sucessor foi Antipapa Adalberto (1101).